# François Gerard Abraham Gevers Deynoot (1814-1882)
Jhr. François Gerard Abraham Gevers Deynoot (Rotterdam, 29 april 1814 – Den Haag, 15 juni 1882) was een Nederlands burgemeester. Hij vervulde dit ambt in Den Haag van 1858 tot 1882.

## Loopbaan
Gevers Deynoot was een zoon van Abraham Gevers Deynoot (1776–1845), vicepresident van de Arrondissementsrechtbank te Rotterdam, en Margaretha Catharina Wijckerheld Bisdom (1777–1844). Hij ging in 1832 rechten studeren aan de Universiteit van Leiden, waar hij in 1839 promoveerde. Het grootste deel van zijn leven woonde hij daarna in Den Haag, in de Alexanderstraat, in de Zeestraat en op de Kneuterdijk.
Op 15 oktober 1851 werd hij lid van de gemeenteraad en wethouder van Den Haag. Ook werd hij lid van de Provinciale Staten van Zuid-Holland.
Vanaf 1 juni 1858 was Gevers Deynoot burgemeester van Den Haag. Daarnaast was hij in het jaar 1858–1859 voorzitter van de raad van bestuur van de Koninklijke Academie van Beeldende Kunsten in Den Haag. Tijdens zijn kwarteeuw als burgemeester kwam de derde stad van het land tot bloei. In 1858 werd begonnen met de bouw van het Grand Hotel in Scheveningen. De meeste grachten waren zwaar verontreinigd, en in 1860 werden enkele gedempt. In 1863 werd de Haagse Dierentuin gesticht, in 1864 werd de paardentram naar Scheveningen in gebruik genomen, en vanaf 1865 ging er zelfs een tram naar Delft.
In 1866 kwam er weer een cholera-epidemie, die onder meer leidde tot het besluit om leidingen voor drinkwater aan te leggen, in navolging van Amsterdam en Haarlem, die na de vorige epidemie al besloten hadden om duinwater te gebruiken in plaats van grondwater uit de pomp. In 1871 kwam de eerste gemeentelijke duinwaterleiding in Den Haag tot stand. Niettemin was er in 1873 nog een epidemie, maar dat was wel de laatste.
In 1874 werd het cultuurcentrum Gebouw voor Kunsten en Wetenschappen geopend; een jaar later kreeg Den Haag zijn 100.000e inwoner. Vanwege de groei van de bevolking werden nieuwe scholen gesticht, zoals de Thorbecke HBS (1865), de Ambachtsschool aan de Nieuwe Haven (1873), en de Industrieschool (1876) en HBS (1879) voor meisjes. In zijn laatste jaar maakte Gevers Deynoot nog mee dat het Panorama Mesdag, het Hotel Des Indes en het zwembad aan de Mauritskade werden geopend. Tot twee weken voor zijn overlijden bleef hij aan als burgemeester.
In de zestiger jaren was Gevers Deynoot voorzitter van de Raad van bestuur van de Leidse universiteit. Blijkens het archief van de Algemene Rekenkamer was hij ook, door zijn huwelijk, deeleigenaar van de plantage Tout lui faut in Suriname.

## Familie
Gevers Deynoot was een broer van Willem Theodore (1808-1879), onder meer wethouder van Rotterdam en Tweede Kamerlid, en van Adriaan Willem Anne (1811-1893), generaal-majoor.
Hij trouwde in Den Haag op 4 augustus 1847 met Margaretha Jacoba Wilhelmina gravin van Limburg Stirum (Den Haag, 5 juli 1825 – aldaar 24 juni 1887), een kleindochter van Samuel John van Limburg Stirum (1754–1824), lid van de Vergadering van Notabelen.
Het echtpaar kreeg zes zonen en zes dochters, onder wie:
- Pieter Hendrik (1848–1899), directeur van het Kabinet der Koningin
- Willem Theodore (1851–1934), lid gemeenteraad Den Haag en Provinciale Staten Zuid-Holland
- Martha Maria Jacoba Adriana (1853–1925); trouwde in 1879 met jhr. Frans Agathus Gerard Beelaerts van Blokland (1842-1925), majoor der infanterie
- Quirina Jacoba Louisa (1855–1941)
- Alice Ellen (1857–1905)
- Margaretha Catharina (1859–1933) trouwde met Jhr. Paulus Ocker Hendrik Gevaerts, hofmaarschalk van koningin Sophie. Hun zoon was directeur van bankierskantoor Furnée & Co, Alexanderstraat 3 in Den Haag.
- Cornelia Johanna Sara (1867–1932)
- François Gerard Abraham (1869–1926), burgemeester van Kethel en Spaland

Doordat slechts een van de zes mannelijke nakomelingen een zoon kreeg, en deze niet meer dan een maand oud werd, stierf met het overlijden van dochter Quirina in 1941 deze tak Gevers Deynoot uit.

## Predicaat, onderscheidingen en vernoeming
Zijn vader werd in 1837 met zijn gezin in de adelstand verheven, met het predicaat jonkheer.
François Gevers Deynoot was
- ridder in de Orde van de Nederlandse Leeuw,
- grootofficier in de Orde van de Eikenkroon en
- ridder 2de klasse Orde van de Gouden Leeuw van Nassau

De Gevers Deynootweg, de Gevers Deynootstraat en het Gevers Deynootplein in Scheveningen zijn naar hem genoemd.
- Biografisch Portaal: 52416753
- International Standard Name Identifier: 0000 0003 8960 4507
- Nederlandse Thesaurus van Auteursnamen: 170132684
- Parlement.com: vgkl1c37tewa
- Virtual International Authority File: 283085513
- WorldCat: E39PBJwxG9YDxHrBVGpcc734v3